# Véronique Démonière
Véronique Démonière, née le 4 février 1977 à Orléans, est une handballeuse internationale française, évoluant au poste de demi-centre. Avec l'équipe de France, elle est notamment Vice-championne du monde 1999.

## Biographie
Après avoir débuté au club de CJF Fleury-Les-Aubrais, puis à l'US Mios, elle rejoint en 1999 le plus grand club français du handball féminin, l'ASPTT Metz. Elle y remporte deux titres de championne de France avant de tenter l'aventure à l'étranger, d'abord dans le club basque d'Itxako Bilbao puis en Allemagne. Elle ne termine pas la saison dans ce dernier club et revient en France puis retourne en Espagne, à Valence puis dans son ancien club de Bilbao.
Après une saison perturbée par une rupture des ligaments croisés, elle retrouve le championnat de France.
Vice-championne du monde 1999, elle retrouve l'équipe de France en 2008, rappelée par Olivier Krumbholz pour participer à la préparation pour les Jeux olympiques d'été de Pékin. Toutefois, elle n'est finalement pas retenue parmi les 15 joueuses.

## Palmarès

### Club
compétitions internationales
- finaliste de la coupe d'Europe des vainqueurs de coupe en 2011 (avec CB Mar Alicante)

compétitions nationales 
- championne de France en 2000 et 2002 (avec HB Metz métropole)
- vainqueur de la coupe ABF en 2011[1] (avec CB Mar Alicante)

### Sélection nationale
championnat du monde
- finaliste du championnat du monde 1999